# レイ・ニウア
レイ・ニウア（Ray Niuia、1991年6月19日 - ）は、マナワツに所属するラグビーユニオン選手。

## プロフィール
- ニュージーランド・オークランド出身[1]。
- ポジションはフッカー(HO)。
- 身長 176cm、体重 110kg
- サモア代表キャップは13(2021年8月現在）でワールドカップ2019のサモア代表に選ばれた[2]。

## 略歴
ノースハーバー、タスマン、ハイランダーズ、ブルーズを経て、2021年、マナワツに加入。